# John Milnor
John Willard Milnor (sinh ngày 20 tháng hai 1931) là một nhà toán học người Mỹ nổi tiếng với các nghiên cứu về tô pô vi phân, lý thuyết K và hệ động lực, và các sách có ảnh hưởng khác. Ông đã giành được huy chương Fields năm 1962, giải Wolf năm 1989, và giải Abel năm 2011. Milnor là một giáo sư nổi bật tại Đại học Stony Brook. Vợ ông, Dusa McDuff, là một giáo sư toán học tại Barnard College.

## Tiểu sử và sự nghiệp
Milnor sinh ra tại Orange, New Jersey. Lúc là một sinh viên đại học tại Đại học Princeton, ông được phong Putnam Fellow vào năm 1949 và 1950 ông đã chứng minh định lý Fary-Milnor. Ông tiếp tục học đại học tại Princeton và viết luận án của mình, mang tên "Isotopy của các liên kết", các nhóm liên kết liên quan (một khái quát của nhóm nút cổ điển) và cấu trúc liên kết của họ liên quan. Người hướng dẫn cho ông là Ralph Fox. Sau khi hoàn thành học vị tiến sĩ của mình, ông đã đi làm việc tại Princeton.
Năm 1962 Milnor đã được trao huy chương Fields cho các nghiên cứu của ông về cấu trúc liên kết sai.
Milnor đã được trao giải Abel năm 2011 cho "các phát hiện tiên phong trong hình học tô pô, hình học và đại số." Ông đã phát biểu với báo New Scientist "Tôi cảm thấy rất vui,", "Người ta thường luôn ngạc nhiên bởi cuộc điện thoại vào lúc 6 giờ sáng."
Sinh viên của ông gồm Tadatoshi Akiba, Jon Folkman, John Mather, Laurent C. Siebenmann, Jonathan Sondow và Michael Spivak.